# بيتر تورنبول
بيتر تورنبول (بالإنجليزية: Peter Turnbull)‏ (1875 في المملكة المتحدة - 1942) هو لاعب كرة قدم بريطاني (وحمل سابقاً جنسية المملكة المتحدة لبريطانيا العظمى وأيرلندا) في مركز الهجوم. لعب مع بلاكبيرن روفرز وبولتون واندررز وكوينز بارك رينجرز ونادي برينتفورد ونادي بيرنلي ونادي ترانمير روفرز لكرة القدم ونادي رينجرز ونادي ميلوول ونادي بارو وThistle F.C. ‏.